# NGC 4948
NGC 4948 este o hi (21cm) source⁠(d) situată în constelația Fecioara. A fost descoperită în 25 mai 1887 de către Lewis A. Swift. Se află la o distanță de 9,68 megaparseci de Pământ.